# 阿克贝塔尔山口
阿克贝塔尔山口又称为白马山口 (Ak-Baital Pass, or Akbaytal Pass ) (俄语：Акбайтал)是塔吉克斯坦山地巴达赫尚自治州的一个山口。“阿克贝塔尔”在柯尔克孜语的意思是“白色母马”。
山口位于东帕米尔高原，海拔 4,655（15,272英尺），奥什和穆尔加布之间的帕米尔公路穿越該山口，也是帕米尔公路的最高点。 该山口全年开放，连接 萨雷阔勒岭 和穆兹科尔山脉 (Muzkol Range)，是喀拉库勒湖盆地与南阿克拜塔尔河(穆尔加布盆地上游)的分水岭。从穆兹科尔山谷的攀登相对平缓，但在南侧则更陡峭，有几个发夹弯，路面多为未铺砌的，尘土飞扬的道路，可以看到位于 5000 米以上的几座冰川。山口对车辆开放始于 1892 年在俄罗斯军事前哨建设期间。

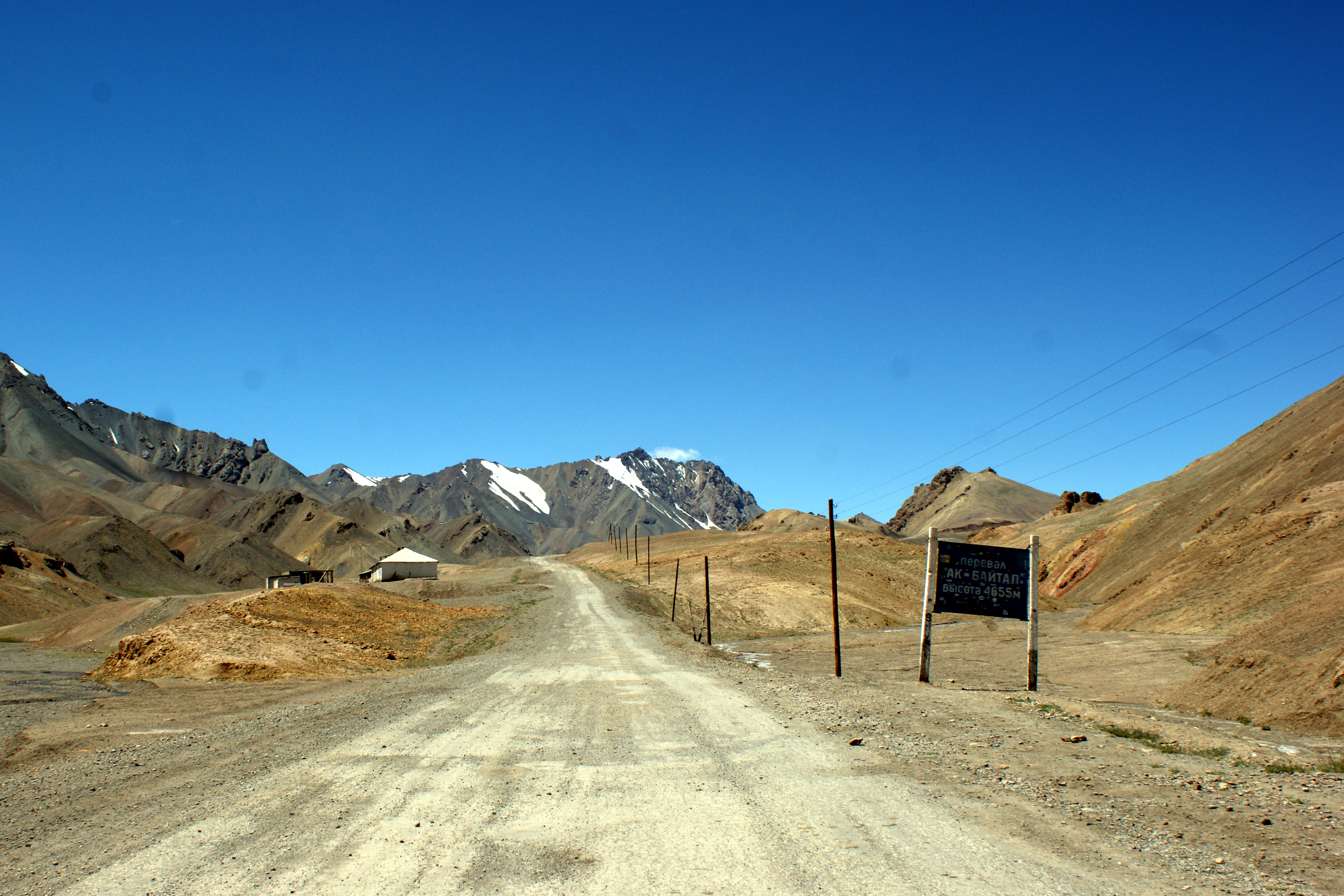
阿克贝塔尔山口(4655 m).
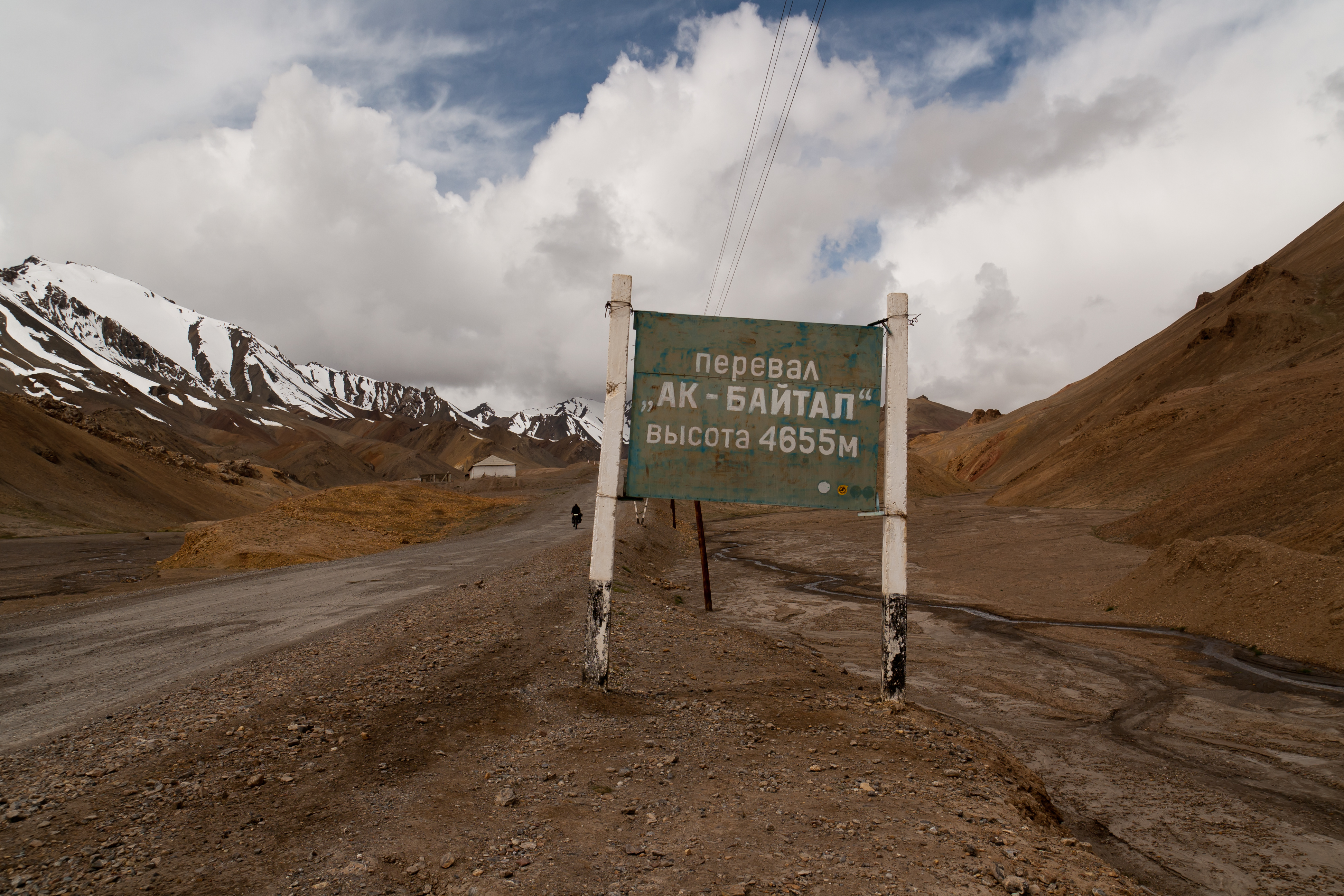
阿克贝塔尔山口(4655 m).

## 景色

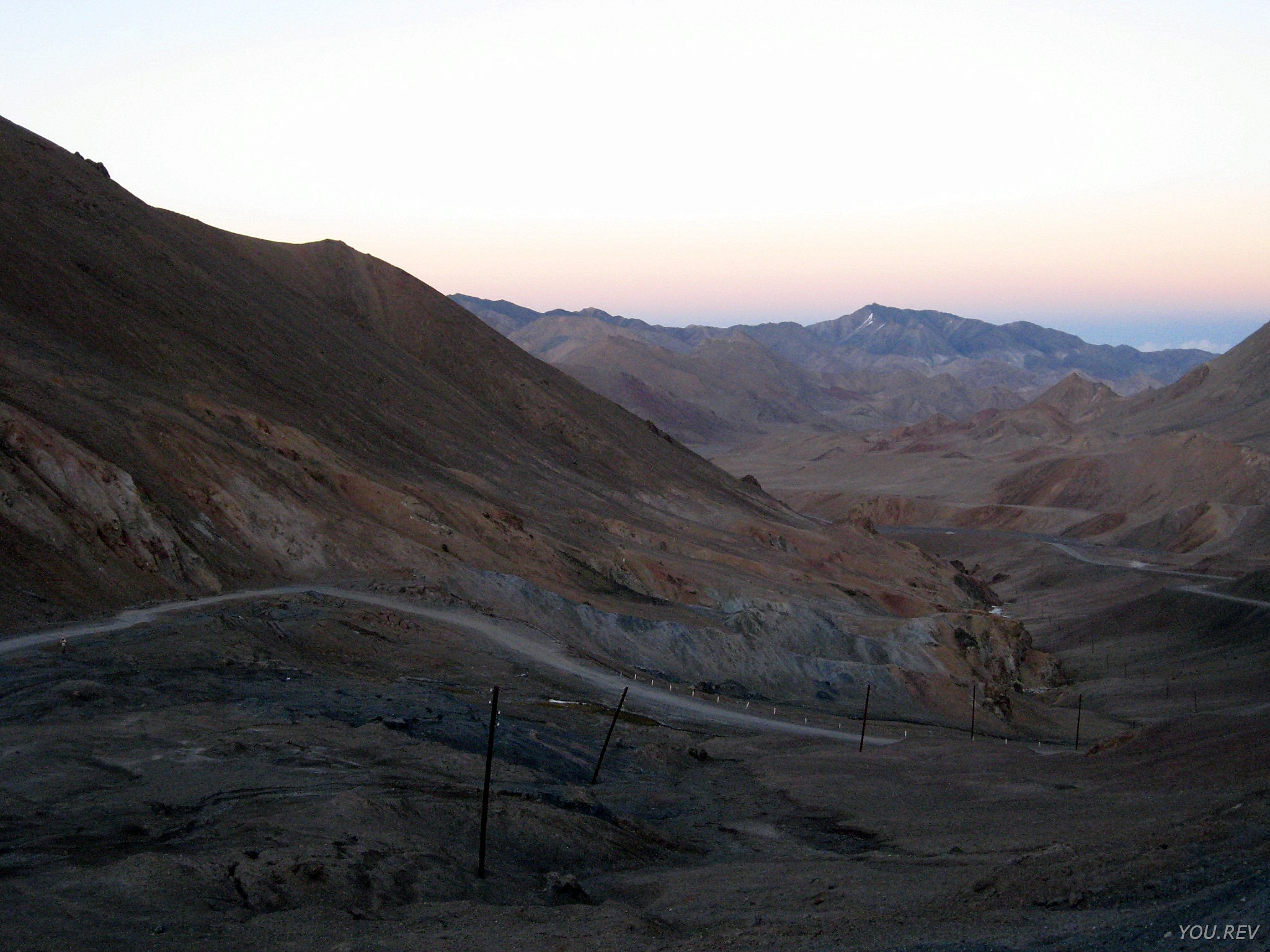
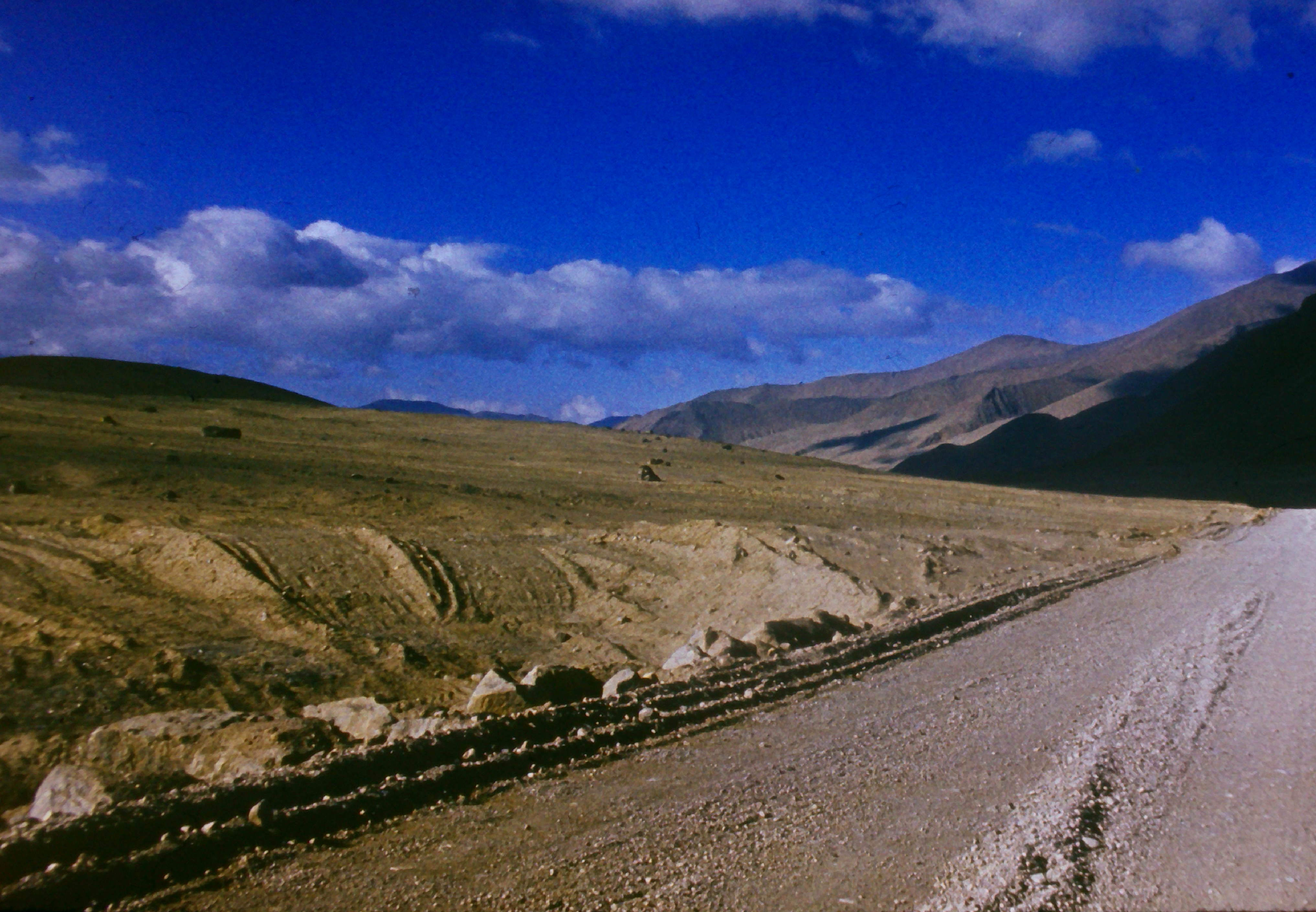
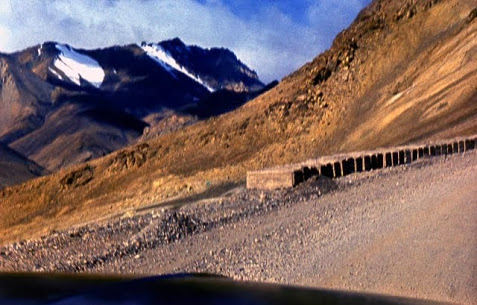
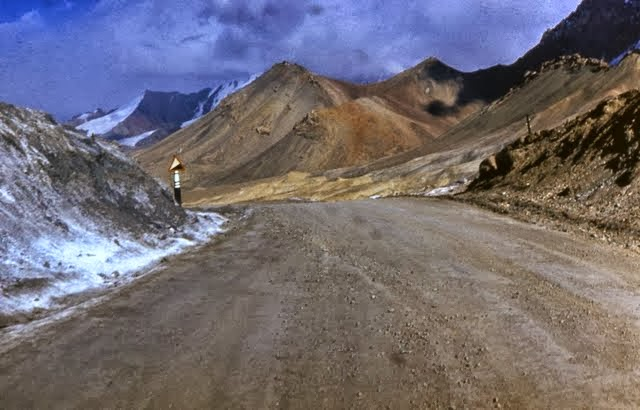